# Гранха Јн (Тала)
Гранха Јн (шп. Granja Hyn) насеље је у Мексику у савезној држави Халиско у општини Тала. Насеље се налази на надморској висини од 1390 м.

## Становништво
Према подацима из 2005. године у насељу је живело 8 становника.

### Хронологија
| Година       | 2000 | 2005 |
| ------------ | ---- | ---- |
| Становништво | 3    | 8    |

### Попис
| # | Индикатор                        | Вредност |
| - | -------------------------------- | -------- |
| 1 | Укупно појединачних домаћинстава | 1        |